# Pleațîna, Bar
Pleațîna (în ucraineană Пляцина) este un sat în comuna Voinașivka din raionul Bar, regiunea Vinnița, Ucraina.

## Demografie
Componența lingvistică a localității Pleațîna
     Ucraineană (98,17%)
     Rusă (1,04%)
     Alte limbi (0,52%)
Conform recensământului din 2001, majoritatea populației localității Pleațîna era vorbitoare de ucraineană (98,17%), existând în minoritate și vorbitori de rusă (1,04%).